# 埃米莉·克罗斯
埃米莉·克罗斯（Emily Cross，1986年10月15日—）生于华盛顿州西雅图，是一名美国女子击剑运动员，主攻花剑。她曾在2008年夏季奥林匹克运动会中获得女子花剑团体银牌。